# دروازه ملل
کاخ دروازه ملل، کاخ دروازه کشورها، کاخ انتظار، کاخ دالان انتظار یا کاخ خشایارشا، از کاخ‌های تخت جمشید بوده که در کنار پلکان ورودی و در شمال غربی این ارگ پادشاهی جای گرفته است. داده‌های امروزی دربارهٔ نام این کاخ از روی سنگ نبشته‌های بالای این کاخ گرفته شده است. کاخ دروازه ملل دارای سه درگاه غربی، شرقی و جنوبی است. در درگاه غربی و شرقی به ترتیب تندیس گاوان غول آسا و جانداران افسانه‌ای با سر مردمان جای گرفته‌اند. در این کاخ، تالار یا اتاق بزرگی بوده است که در میانه آن چهار ستون جای دارد. از این چهار ستون، سه ستون آن هنوز پا برجاست. بر روی دیواره و حتی تنه تندیس‌های کاخ دروازه ملل، گروهی از بازدیدکنندگان نامدار و گمنام نام و نشان خود و تاریخ دیدارشان از تخت جمشید را کنده‌اند.

## نام و انگیزه ساخت

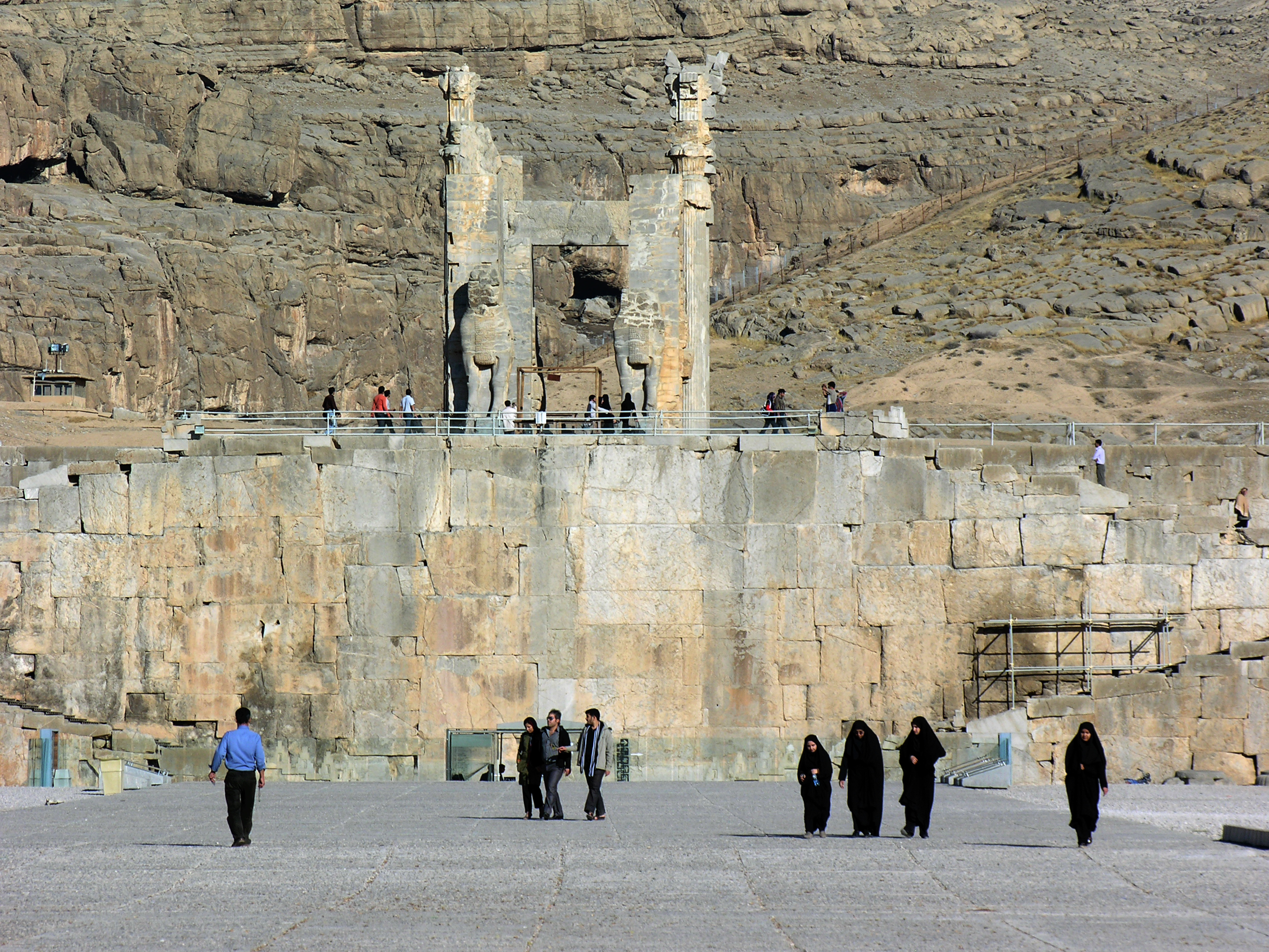
نمایی از کاخ از زاویه بستر زمین

این کاخ یا دروازه را کاخ دروازه همه ملل، کاخ دروازه همه کشورها، یا به فارسی باستان «دوِرثیم ویسَدَهیوم» (𐎯𐎢𐎺𐎼𐎰𐎡𐎶𐏐𐎻𐎡𐎿𐎭𐏃𐎹𐎢𐎶) می‌نامند.
همچنین بر روی این کاخ نامهای کاخ انتظار، کاخ دالان انتظار یا کاخ خشایارشا نیز گذاشته‌اند. در وبگاه‌ها و منابع انگلیسی زبان این سازه را (Gate of All Nations) یا ( The Gate of All Countries) می‌نامند.
این ساختمان وابسته به خشایارشا می‌باشد. گمان می‌رود داریوش بزرگ آن را پی ریزی و خشایارشا به پایان برده باشد، از این رو این کاخ را کاخ دروازه ملل نیز می‌گویند، زیرا نمایندگان همه نژادهای گوناگون وابسته کشور ایران زمین، به درون آن آمده و سپس به سوی کاخ‌های دیگر رهسپار می‌شدند. می‌توان گفت که این کاخ یک گونه اتاق انتظار بوده است. این گونه کاربری از کاخ مایه آن شده است نام کاخ انتظار را نیز بر این سازه بنهند.
آگاهی ما دربارهٔ نام این کاخ از روی سنگ نبشته‌های بالای این کاخ گرفته شده است.
هنگامی که نمایندگان کشورهای گوناگون پادشاهی هخامنشی از پله‌های اصلی تخت جمشید بالا رفته و به درون کوشک شاهی می‌شدند، نخست از درگاه غربی کاخ دروازه ملل به تالار چهار ستونی آن می‌آمدند و سپس روی سکوهای سنگی دور تالار چشم به راه می‌نشستند تا وزیر تشریفات دربار، روادید رفتن آنان را به تختگاه پادشاه (بارعام کاخ آپادانا) به آگاهی آنان برساند.

## سازه

قسمت‌های اصلی بنا
چهار ستون بنا
دیوارهای خشتی ستبر
درگاه جنوبی
درگاه شرقی
درگاه غربی

کاخ دروازه ملل دارای تالاری با دیوارهای خشتی ستبر، سه درگاه بزرگ و چهار ستون بلند است که بام آن را نگه می‌داشته‌اند. تالار ۶۱۲٫۵ متر مربع (هر ضلع ۲۴٫۷۵ متر) گستره دارد. بام ساختمان ۱۸ متر بلندتر از ترازِ جلوخان پلکان ورودی بوده و می‌توان گفت، تیغه کنگره‌هایش نزدیک ۳۳ متر از ترازِ دشت (در کنار دیوار سکو) بالاتر بوده است. ستون‌های کاخ کمی بیشتر از ۱۶٫۵ متر بلندا داشته‌اند و دو تای آن‌ها تا سال ۱۹۶۵ میلادی بر سر پا بوده و یکی دیگر را هم با خرده ریزها و شکسته‌های دو ستون دیگر بر پا کرده‌اند. این ستون تازه بر پا شده دست نخورده‌ترین ستون تخت جمشید کنونی است.

### ستون‌ها
ستون‌های تالار کاخ از چند بخش درست شده است، زیرستونی به سیمای زنگوله با شیارهای ایستاده که قاشقی خوانده می‌شود و بر فراز آن یک سنگ چرخ مانند که بدان شالی ستون می‌گویند، سپس قلمهٔ ستون است که به گونه استوانه‌ای شیاردار و بلند بر فراز شالی نهاده شده است (شمار شیارهای استوانه ۴۸ تا است). آنگاه گل ستون می‌آید که خود از چند بخش ساخته شده و به نقش برگ‌ها و غنچه‌های دوازده پر و گل نیلوفر آبی و برگ‌های طوماری و پیچکی درخت خرما آراسته است و بخش چهارم سرستون است که به گونه گاو زانو زده دو سر پشت به پشت داده است که با گل و برگ آرایش شده است. بر فراز سر ستون، یعنی در میان سر و گردن گاوهای پشت به پشت داده، سر یک شاه تیر جای می‌گرفته است. این شاه تیرها هر یک خود تیرهای کوچکتری را بر دوش می‌کشیده‌اند و بام بر روی آن‌ها نگه داشته می‌شده است.

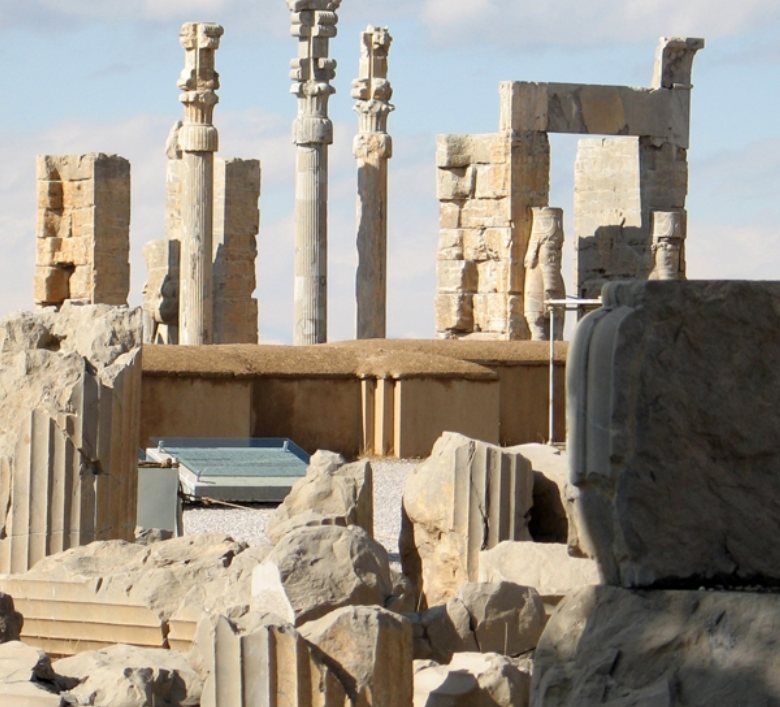
ستون‌های کاخ، عکسبرداری شده از کاخ آپادانا

### درگاه‌ها

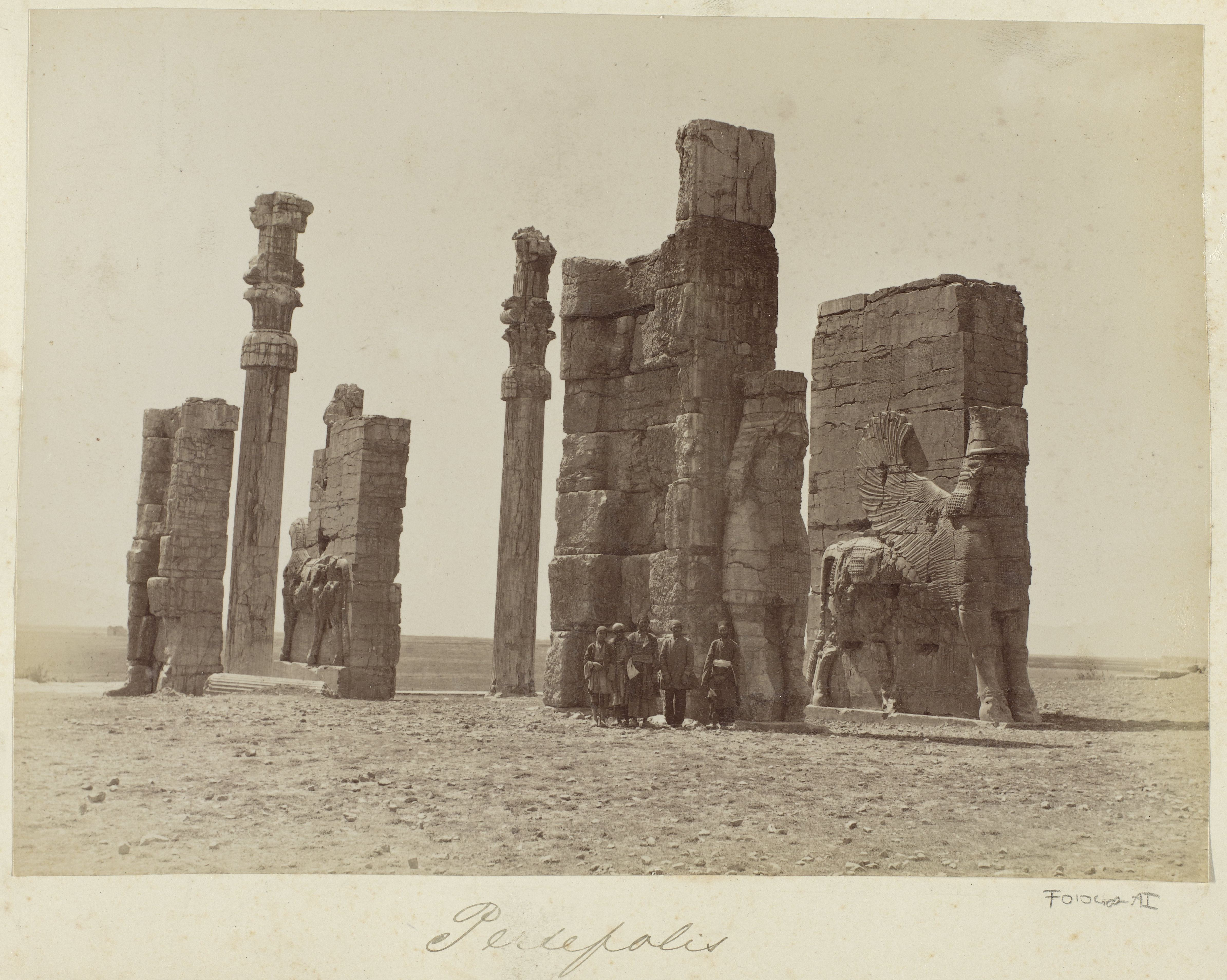
عکسی از کاخ دروازه ملل در تخت جمشید متعلق به حدود ۱۲۵ تا ۱۴۰ سال پیش. این عکس از این جهت که نشان می‌دهد در دوره‌های بعدی تخت جمشید مرمت شده است با ارزش است؛ زیرا بخش‌هایی از کاخ (مثل یک ستون و سر در گیت) در این عکس موجود نیست اما در عکسهای مدرن و جدید موجود است.

کاخ دروازه ملل شامل سه درگاه است. درگاه‌های شرقی (یعنی درگاهی که رو به خیابان سپاهیان باز می‌شود) و درگاه غربی (یعنی درگاهی که رو به پلکان ورودی تخت جمشید باز می‌شود)، هر کدام ۱۰ متر بلندا و ۳٫۸۲ متر پهنا دارند اما درگاه جنوبی (یعنی درگاهی که رو به پلکان کاخ آپادانا باز می‌شود) بلندای بیشتری داشته و بر خلاف دو درگاه شرقی و غربی، ساده و بی نقش بوده است. درگاه‌های غربی و شرقی مانند دروازه آر در پاسارگاد به ترتیب با گاوان بزرگ هیکل و گاو بال‌دار با سر انسان نگهبانی داده می‌شوند. در آن عصر عقیده بر این بوده است که این نوع موجودات دورکننده شیاطین هستند.

#### درگاه غربی
درگاه غربی رو به به پلکان ورودی تخت جمشید باز می‌شود، یعنی بازدید کنندگانی که از پلکان تخت جمشید وارد می‌شوند با این درگاه رو در رو می‌شوند. در دو جانب درگاه غربی، دو گاو نر غول آسا (گاوان دروازه‌بان) جزرهای درگاه را بر پشت خود نگه داشته‌اند. روی گاوها به جهت دشت (غرب) است و گردشگران تازه‌وارد شده را می‌نگرند. پاهای گاوها بر سکوهایی که ۱٫۵ متر از کف درگاه بلندا دارد، نهاده شده است.

##### گاوان دروازه‌بان
گاوان دروازه‌بان یا گاو بال‌دار در هنر آشوری سابقه داشته و در این کاخ از همان سنت استفاده شده است اما هنرمندان سازنده تخت جمشید ابداعاتی هم در آن وارد کرده‌اند؛ مثلاً" بر خلاف نمونه‌های آشوری، که پنج پا دارند، این دو ابوالهول به‌طور طبیعی چهار پا دارند و دو پای عقبشان حالت حرکت را نشان می‌دهد. هر یک از گاوان ریشی بلند و مستطیل شکل دارد که با گل دوازده پر و غنچه‌ای از گل نیلوفر آبی آراسته شده و بر روی سینه، پهلوها، کپل، شانه و مازهٔ هر یک رشته‌های بسیار مجعد مو، به صورت پولک‌های برجسته، نمودار است و حلقه‌ای از گل‌های دوازده پر به گردن هر کدام آویخته است.

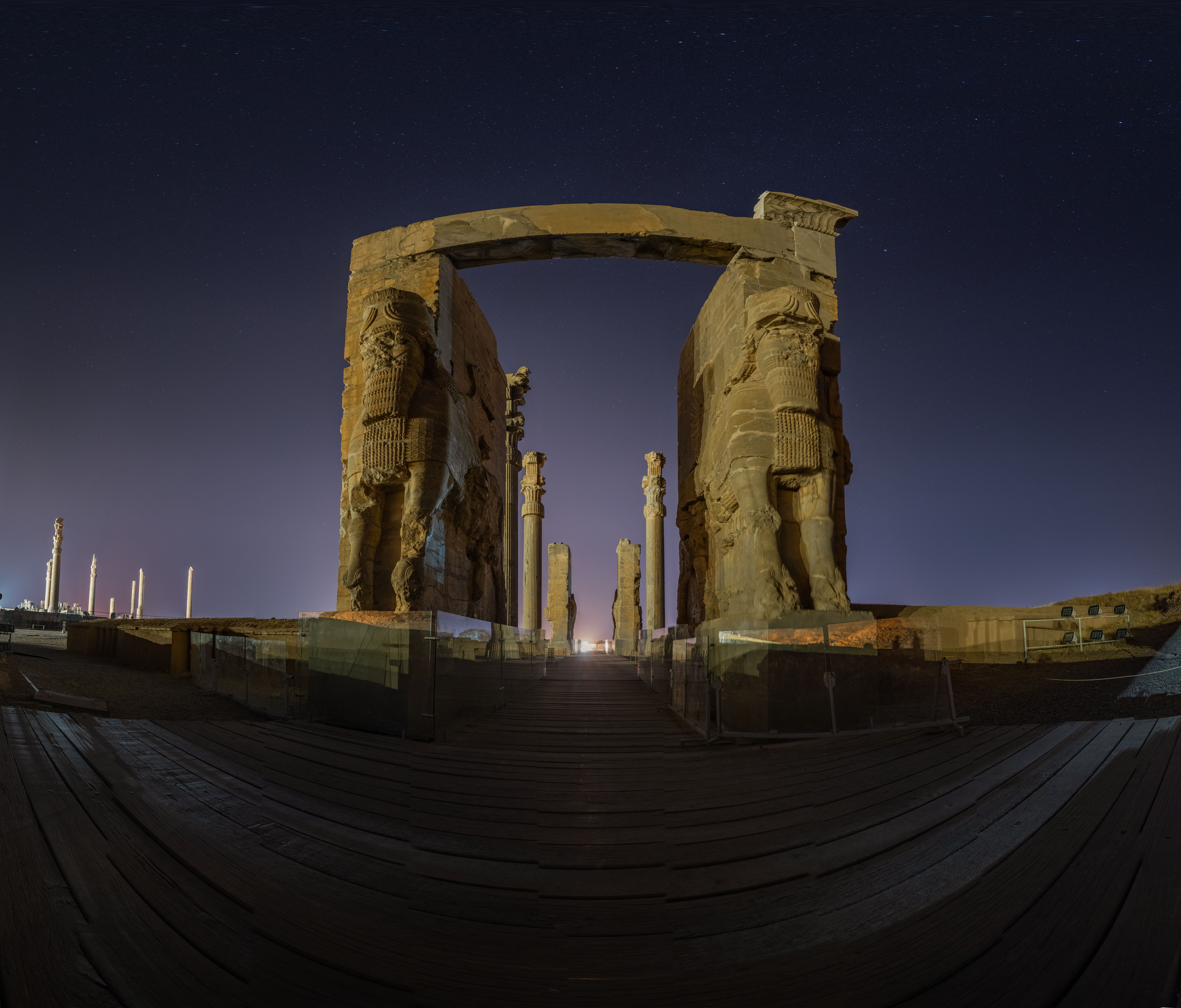
در شب
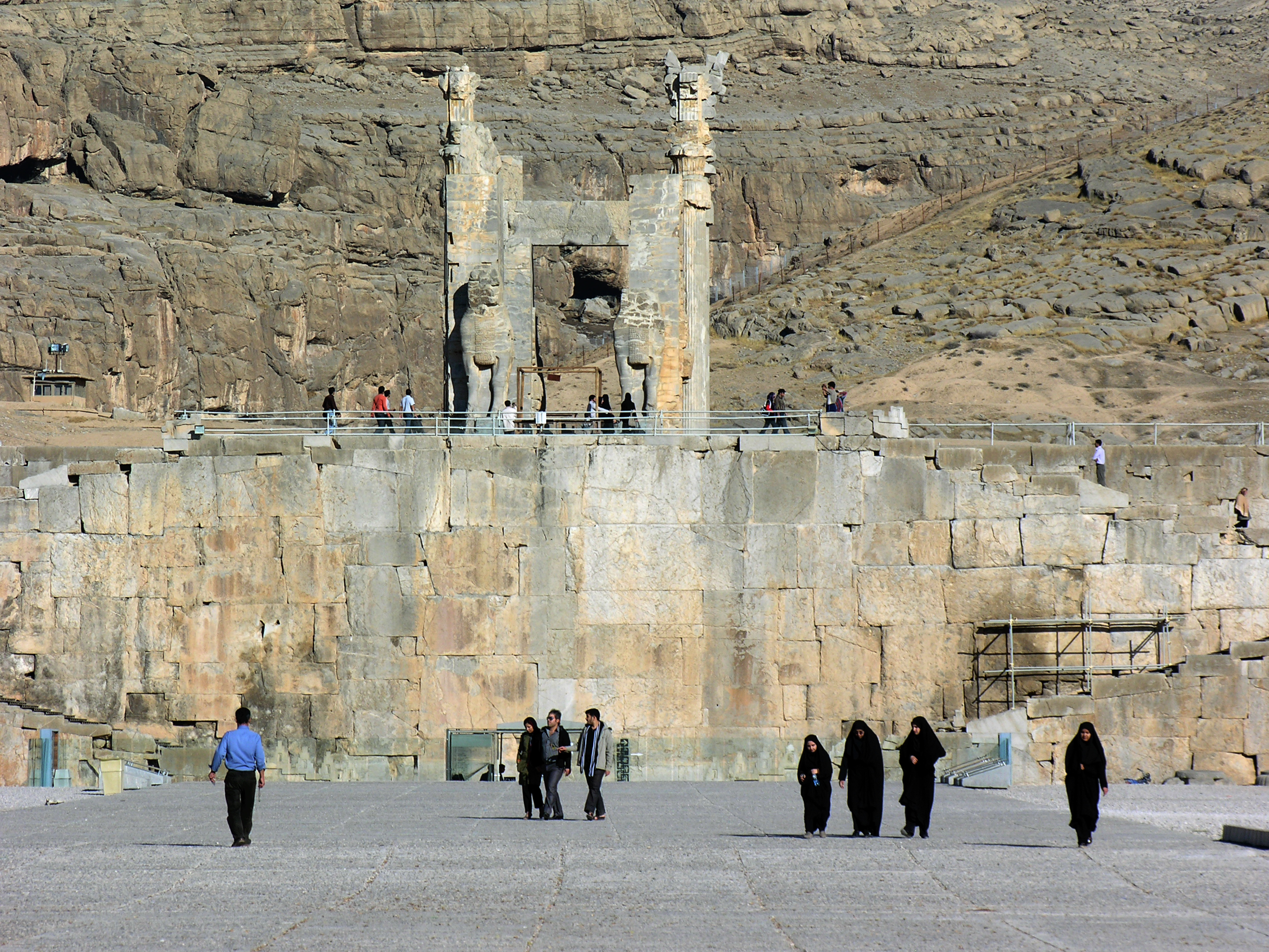
نمای پلکان ورودی تخت جمشید و کاخ دروازه ملل(درگاه غربی)
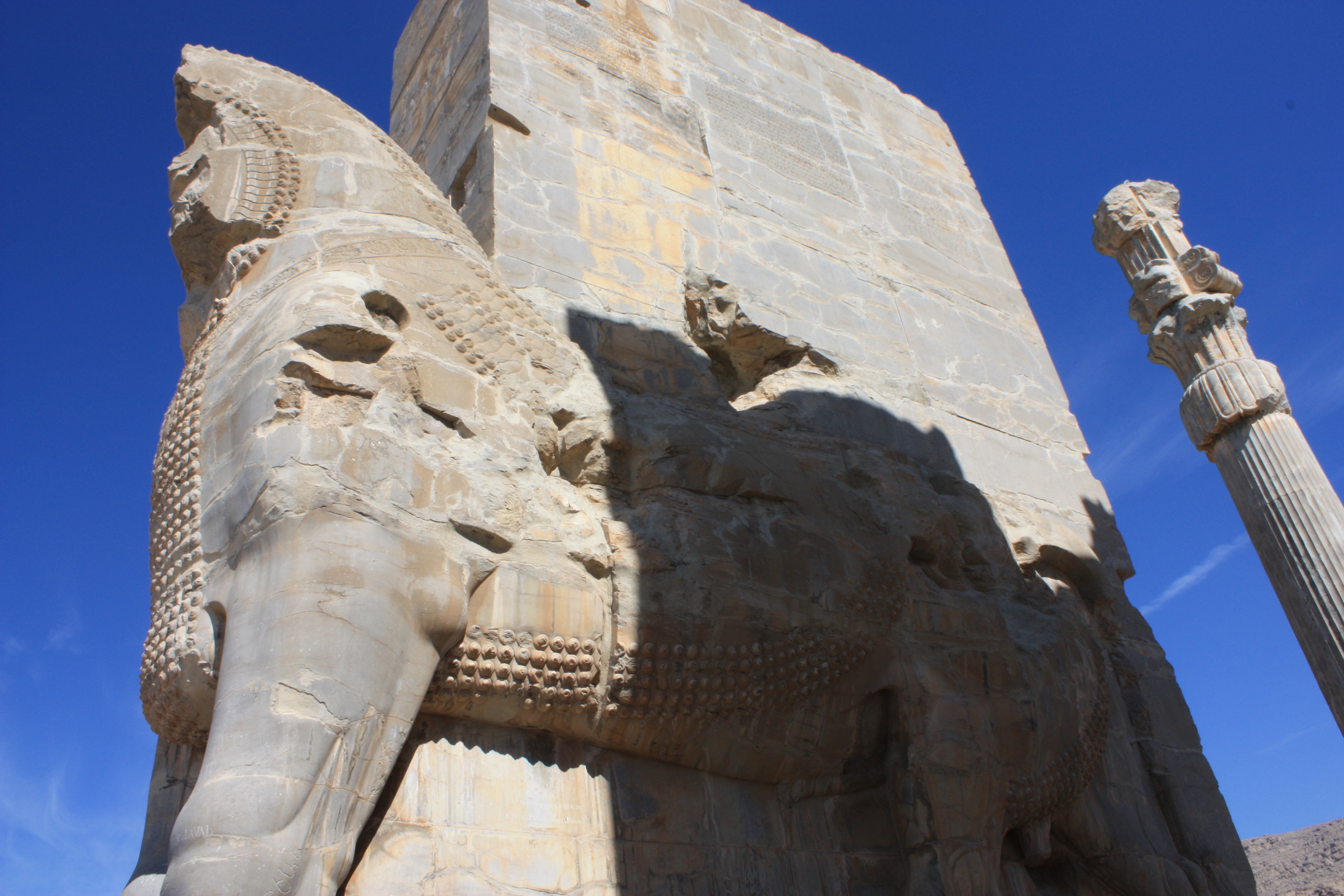
یکی از دو گاو دروازه بان و سنگ نبشته بالای آن
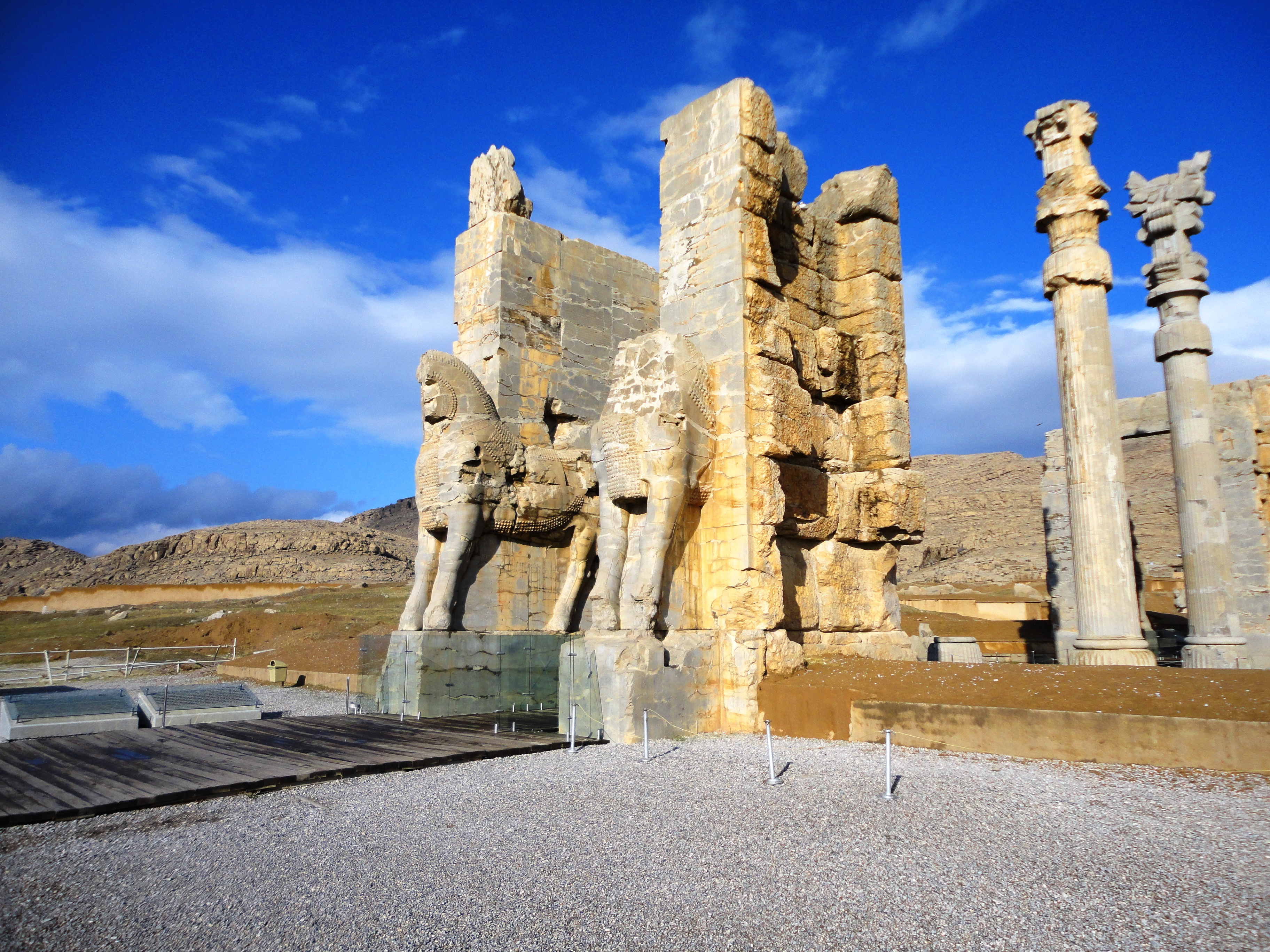
درگاه غربی و ستون‌هایی از کاخ
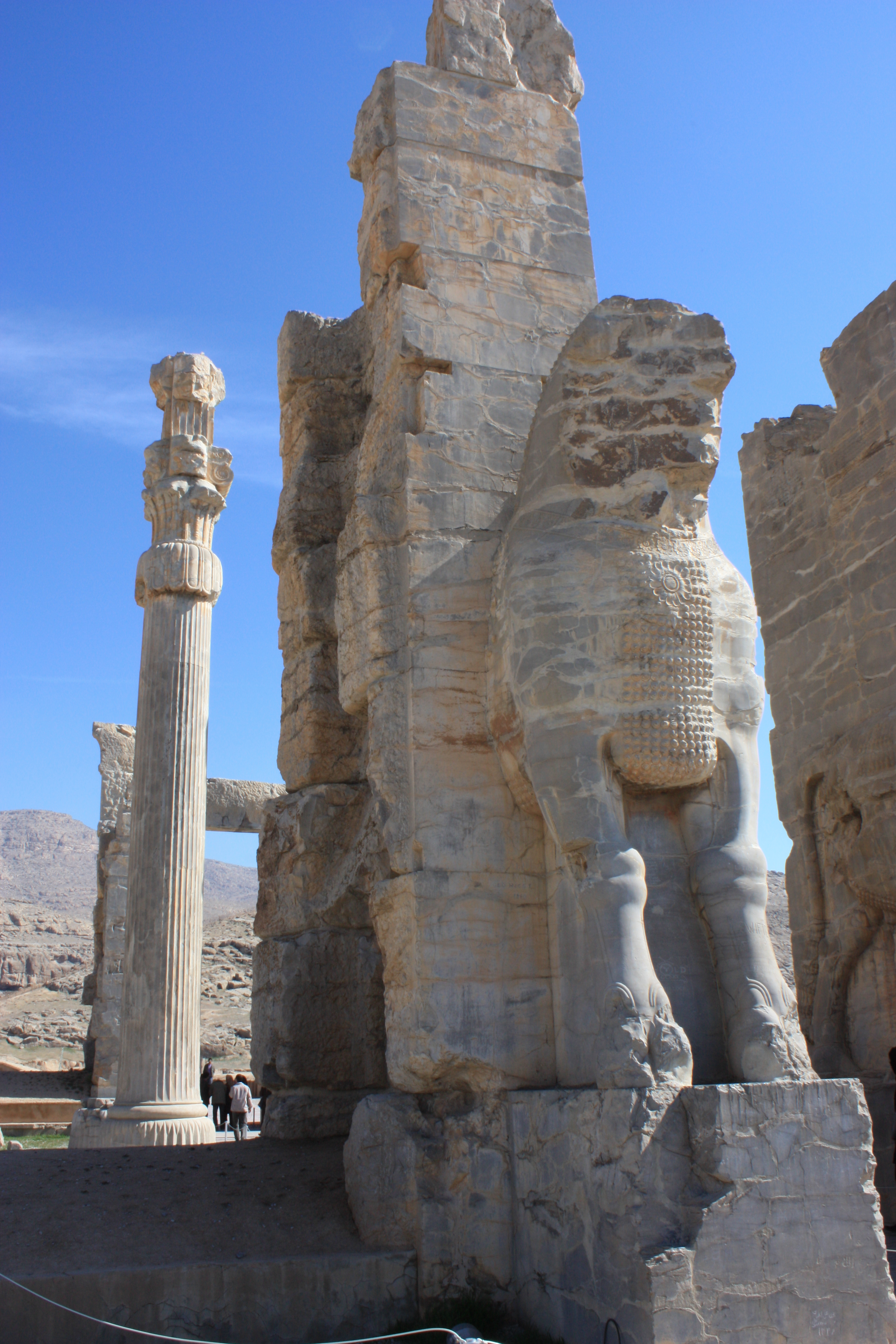
یکی از دو گاو دروازه بان
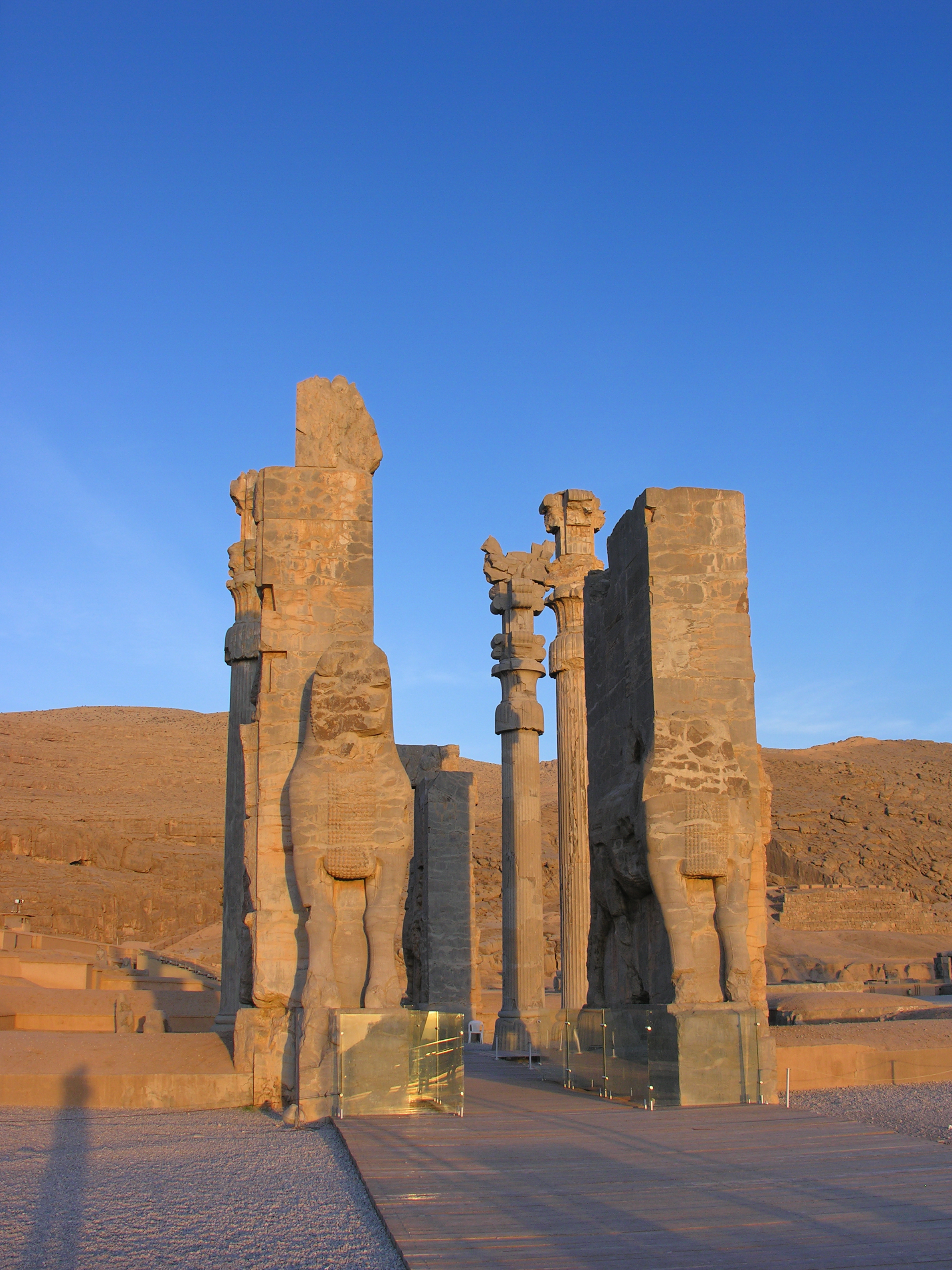
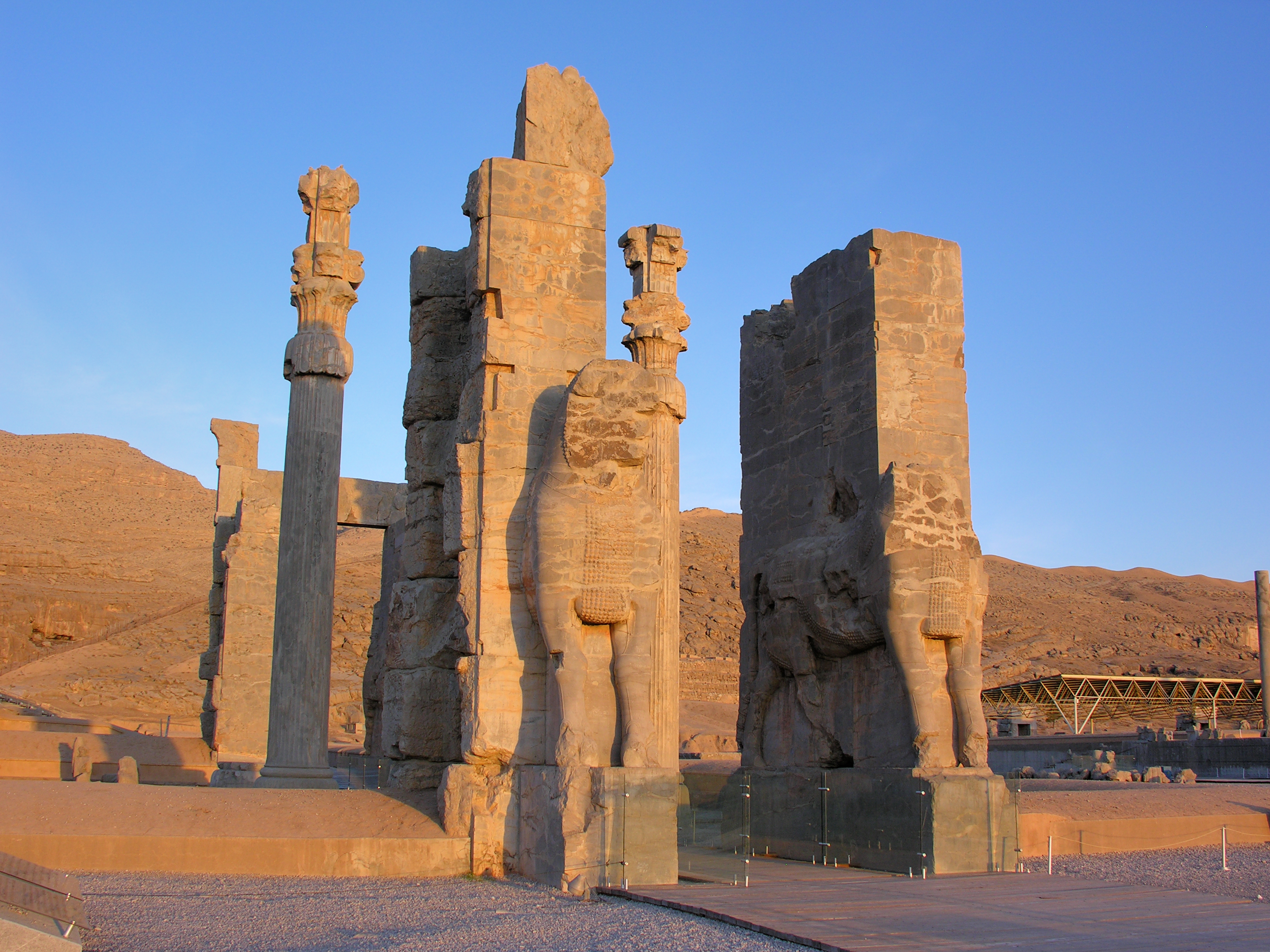
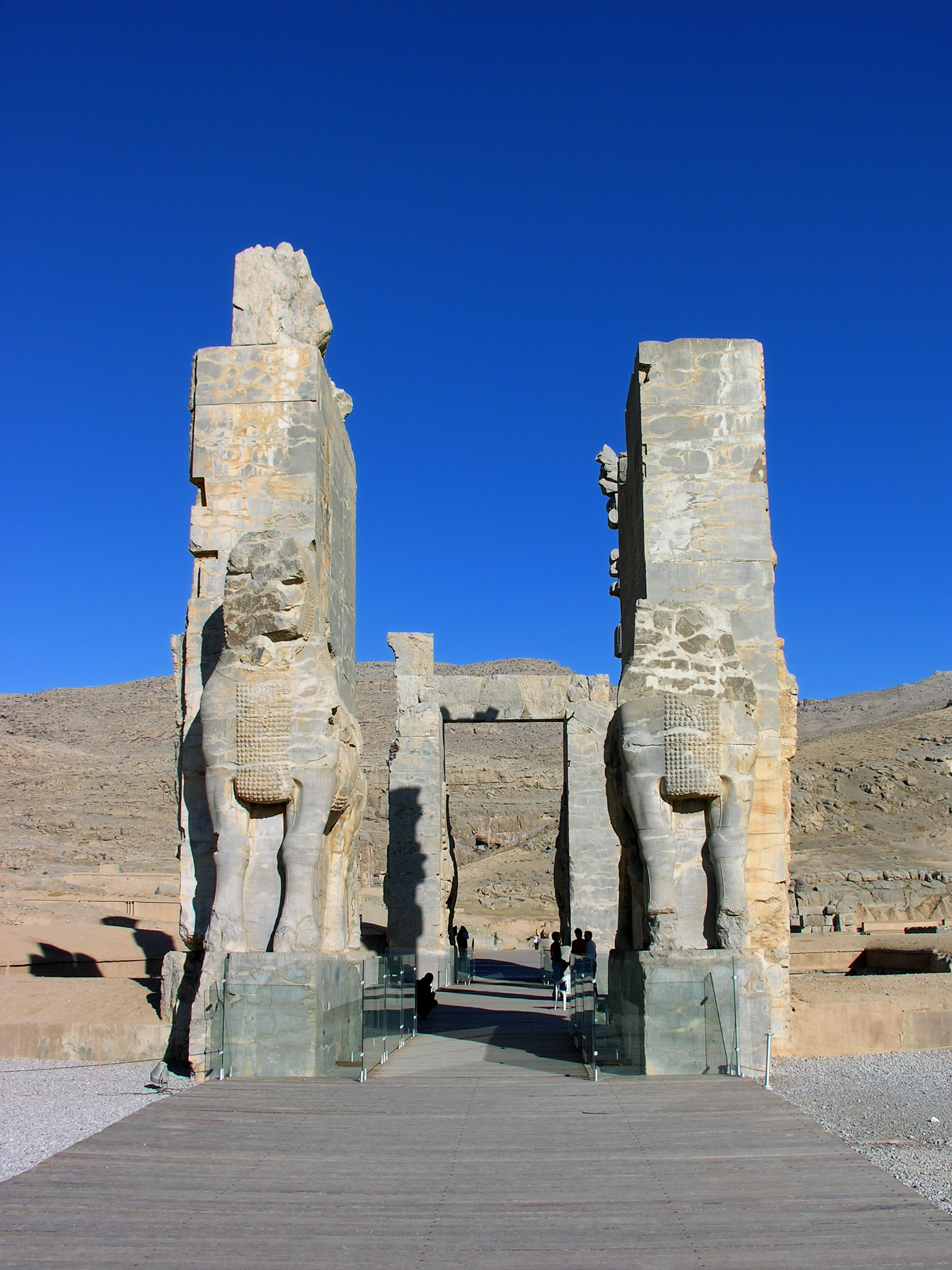
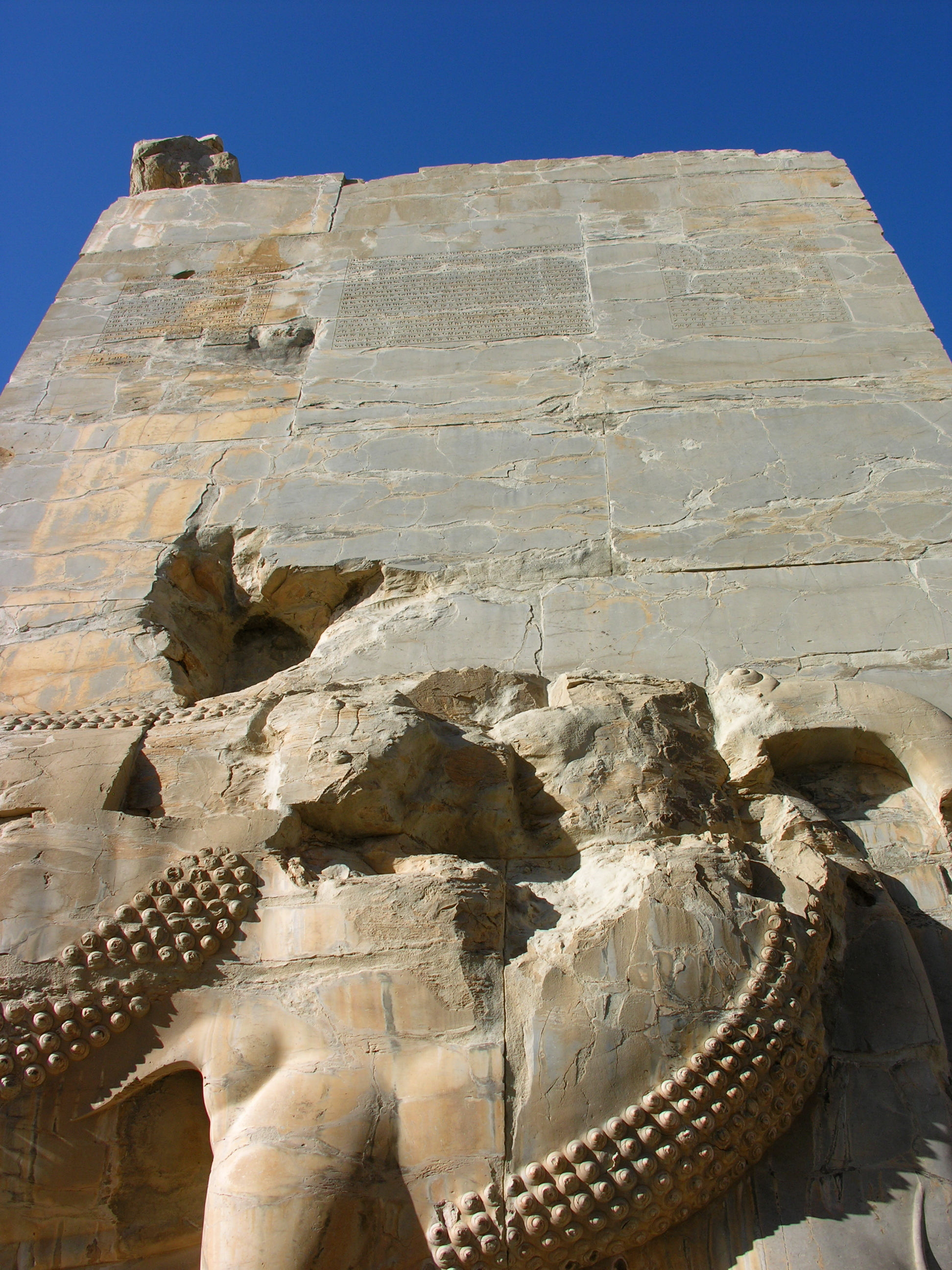
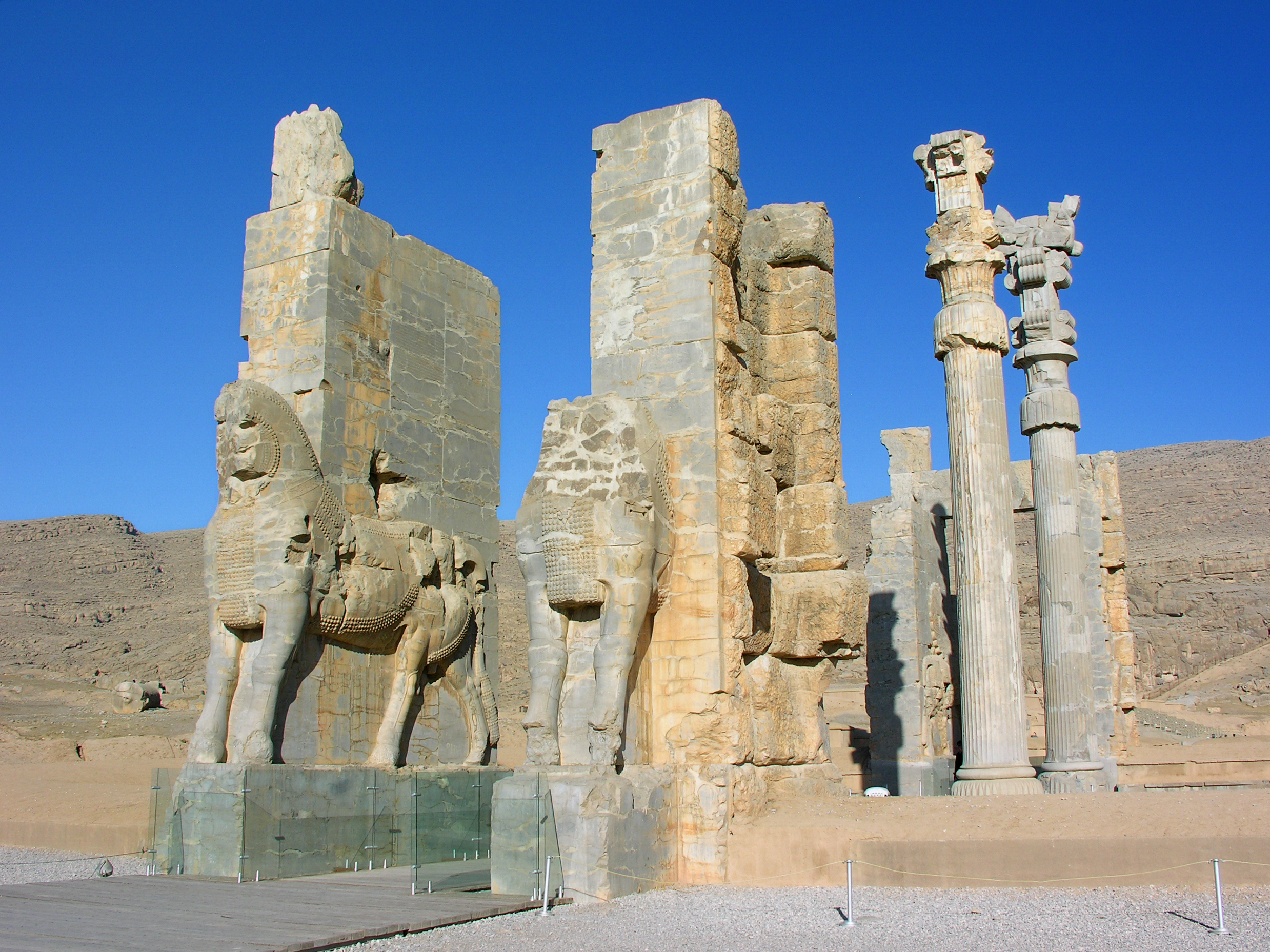
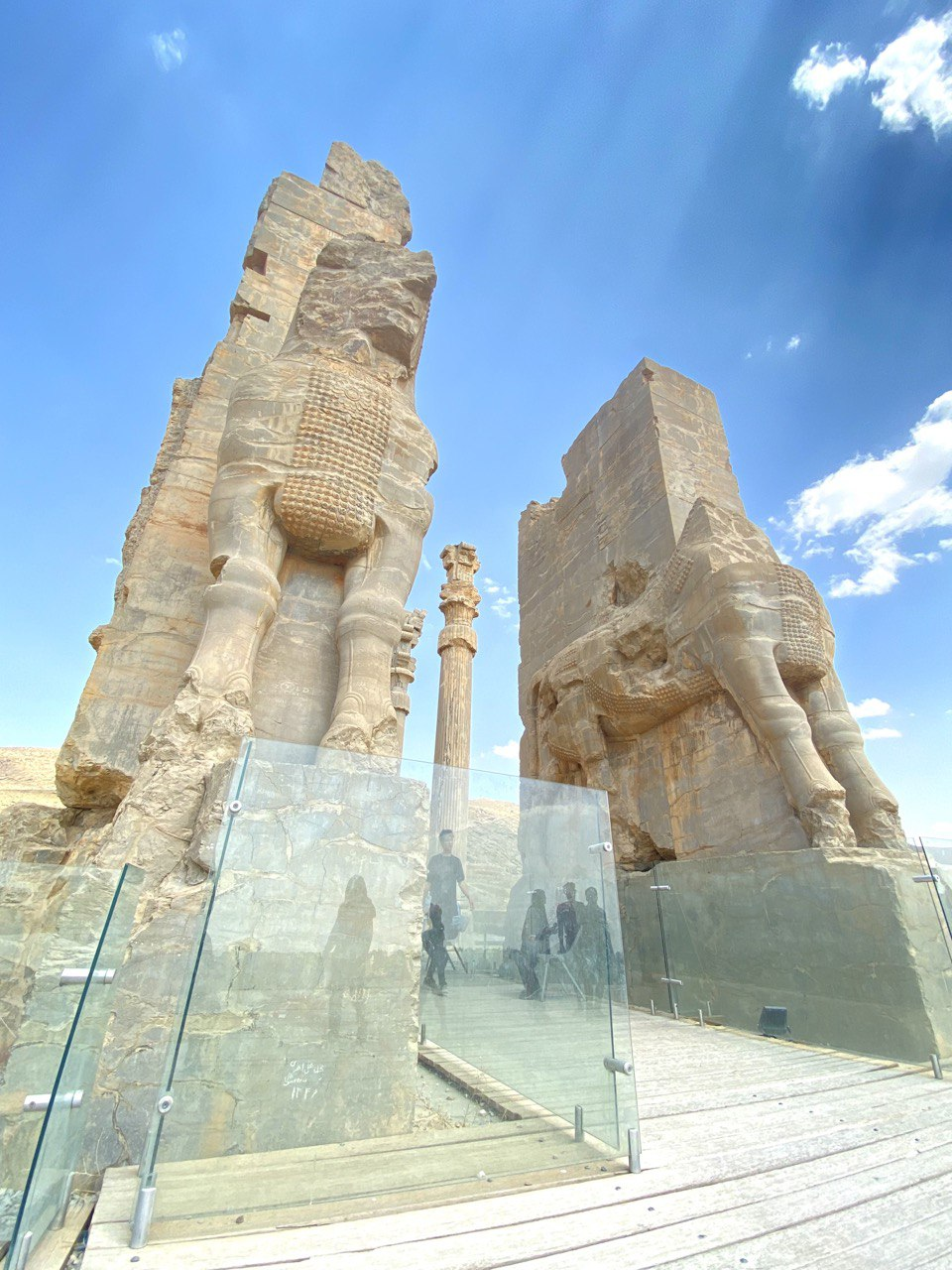
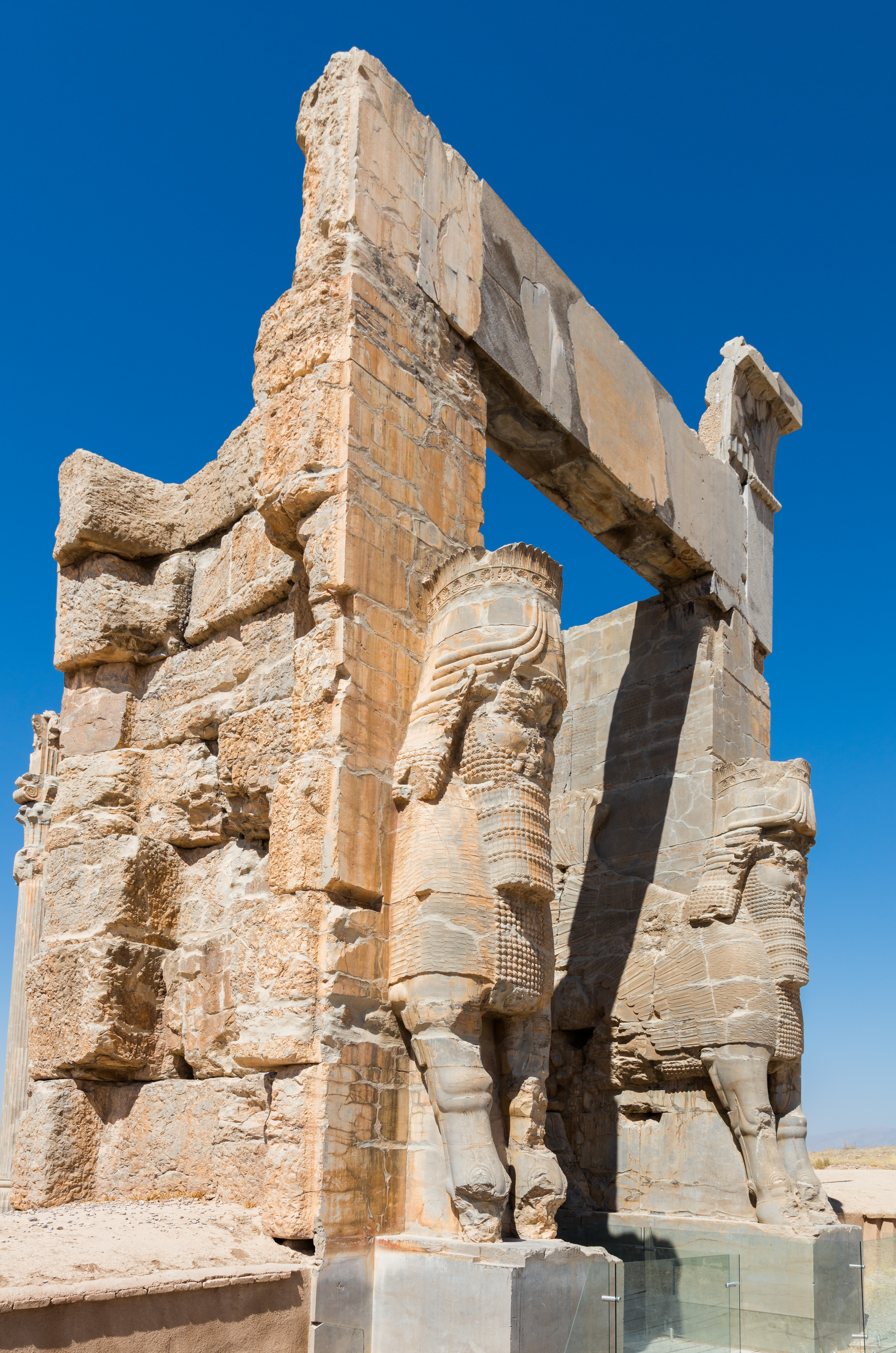
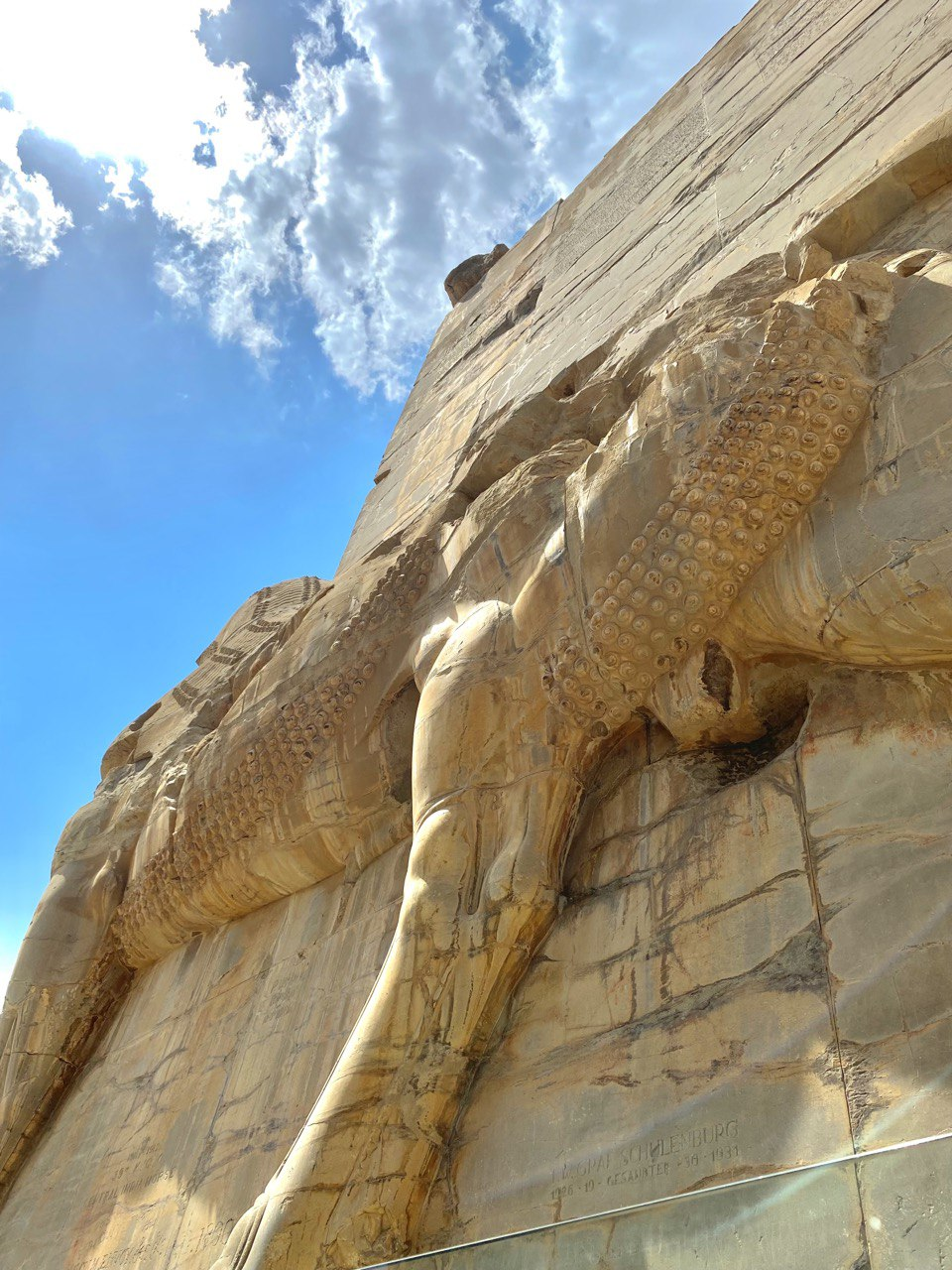

#### درگاه جنوبی
درگاه جنوبی کاخ دروازه ملل به سمت حیاط برگی که در شمال آپادانا واقع است، باز می‌شود و ۵٫۱۲ متر پهنا دارد و به کلی از سنگ ساخته شده بوده که اکنون تنها کف و قسمت‌های پایینی دو طرفش به جای مانده است. در درگاه جنوبی دو لنگه بوده و رو به سمت داخل باز می‌شده است و هنوز جای پاشنه‌هایش در گوشه‌های شمالی درگاه و رو به داخل تالار باقی است. این پاشنه به شکل یک پیاله گرد و آراسته به گلبرگ است. جنس در از چوب بوده اما روی آن را به احتمال بسیار قوی با ورقه‌هایی از فلزهای گرانبها پوشانیده و با نقوش حیوانات آراسته بوده‌اند. این درهای بزرگ، بیشتر اوقات بسته بوده و از در کوچکی که در پایین آن‌ها تعبیه کرده بودند، استفاده می‌کرده‌اند.

#### درگاه شرقی

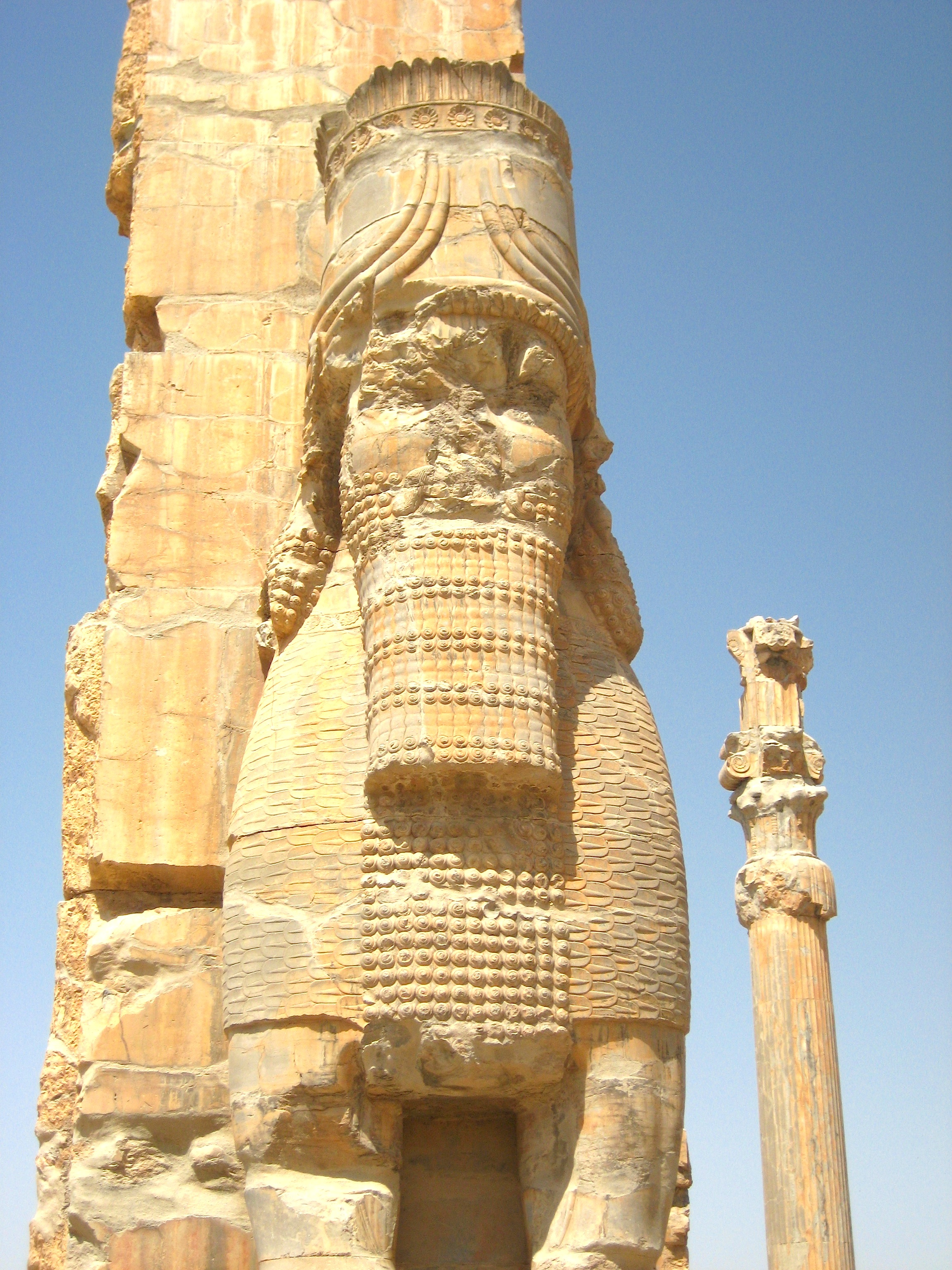
ابوالهول گاو بال‌دار با سر انسان در درگاه شرقی کاخ دروازه ملل

درگاه شرقی همان ساختار و اندازه درگاه غربی را دارد در این درگاه به جای گاوان دروازه‌بان، ابوالهول‌های گاو بال‌دار با سر مردمان، تنه گاو و بال عقاب جرزهای درگاه را بر پشت نگه داشته‌اند. بر این سرها تاج بلند استوانه ای دیده می‌شود که در بالا و پایین، دو نوار آراسته به گل‌های دوازده پر دارند و از نوار پایینی سه جفت شاخ به‌گونه همراستا روییده و نمای شماره ۸ رادرست کرده‌اند. بال‌ها به سیمای داس و با پرها و شاه پرهای شکوهمند و همراستا نمودار گشته‌اند و پاها استوار بر روی سکوها نهاده شده‌اند. روی این ابوالهول‌ها به سوی کوه رحمت (سوی شرق) است. درگاه شرقی به خیابان سپاهیان باز می‌شود و به دروازه نیمه ساخته می‌رسد. کارشناسان بازسازی تخت جمشید، سر درگاه شرقی را که ۸ متر درازا دارد و تاج روی آن را که سنگ بزرگ‌تری است و با نقش برگ‌های خرما می‌باشد، پیدا و بازسازی کرده و در جای خودش پیاده‌سازی کرده‌اند.

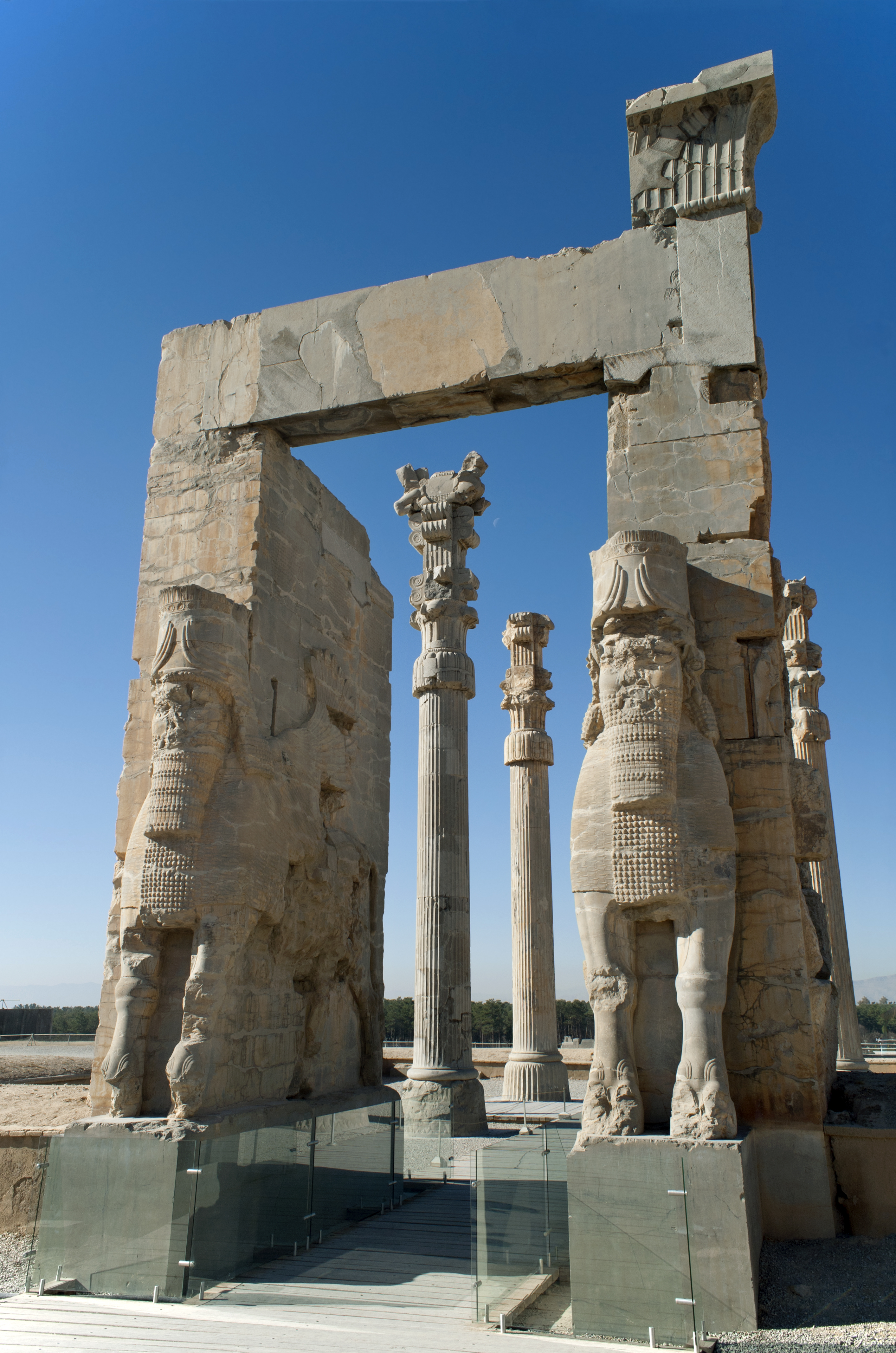
دورنمای درگاه شرقی و ابوالهول‌های گاو بال‌دار با سر انسان
یکی از ابوالهول‌ها با بال برافراشته به همراه سنگ نبشته بالای آن و یکی از سرستون‌های کاخ.
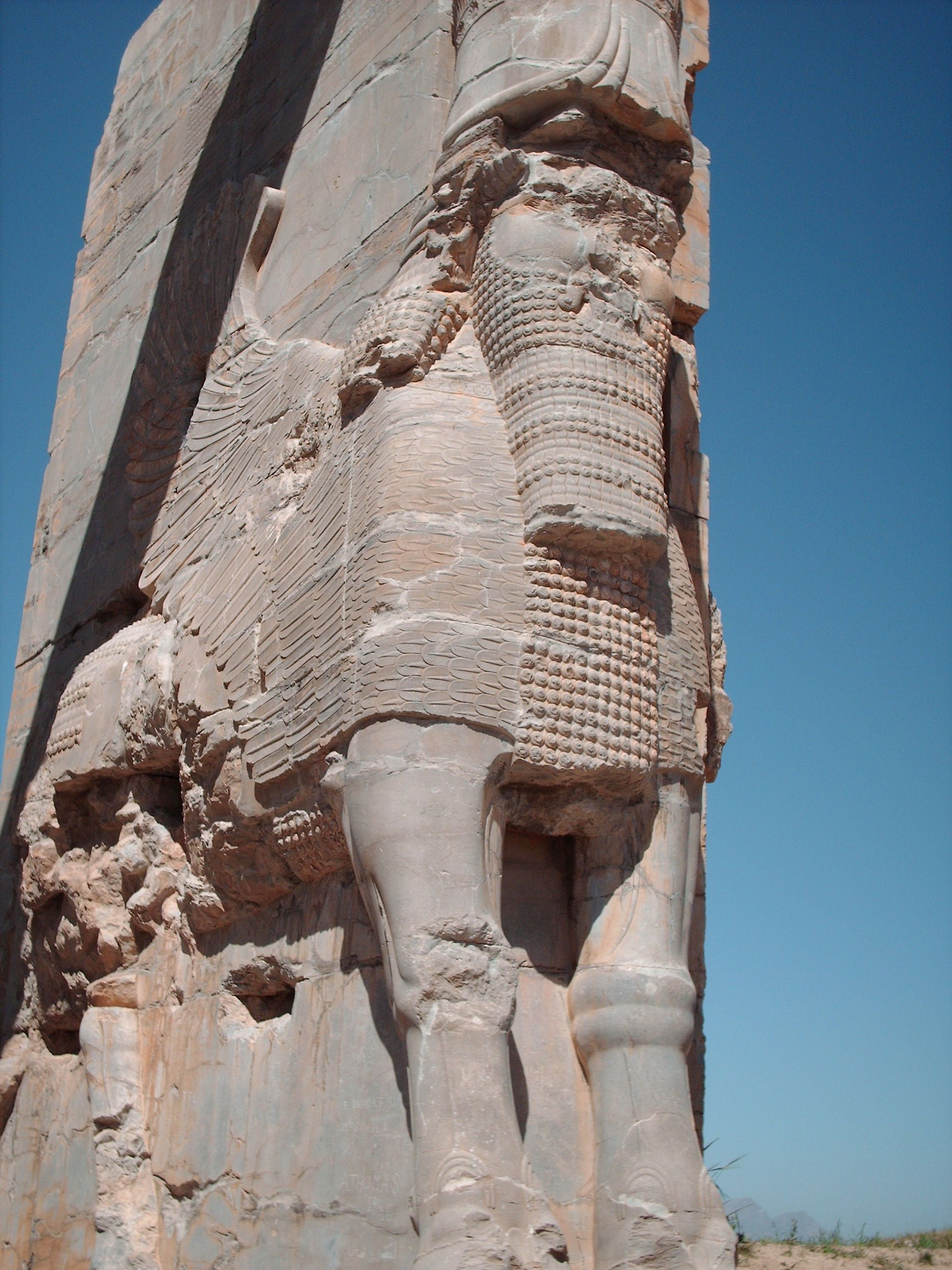
تاج استوانه‌ای، شاخ‌های همراستا مانند شماره ۸، بال‌ها به گونه داس و پاهای استوار بر روی سکوها
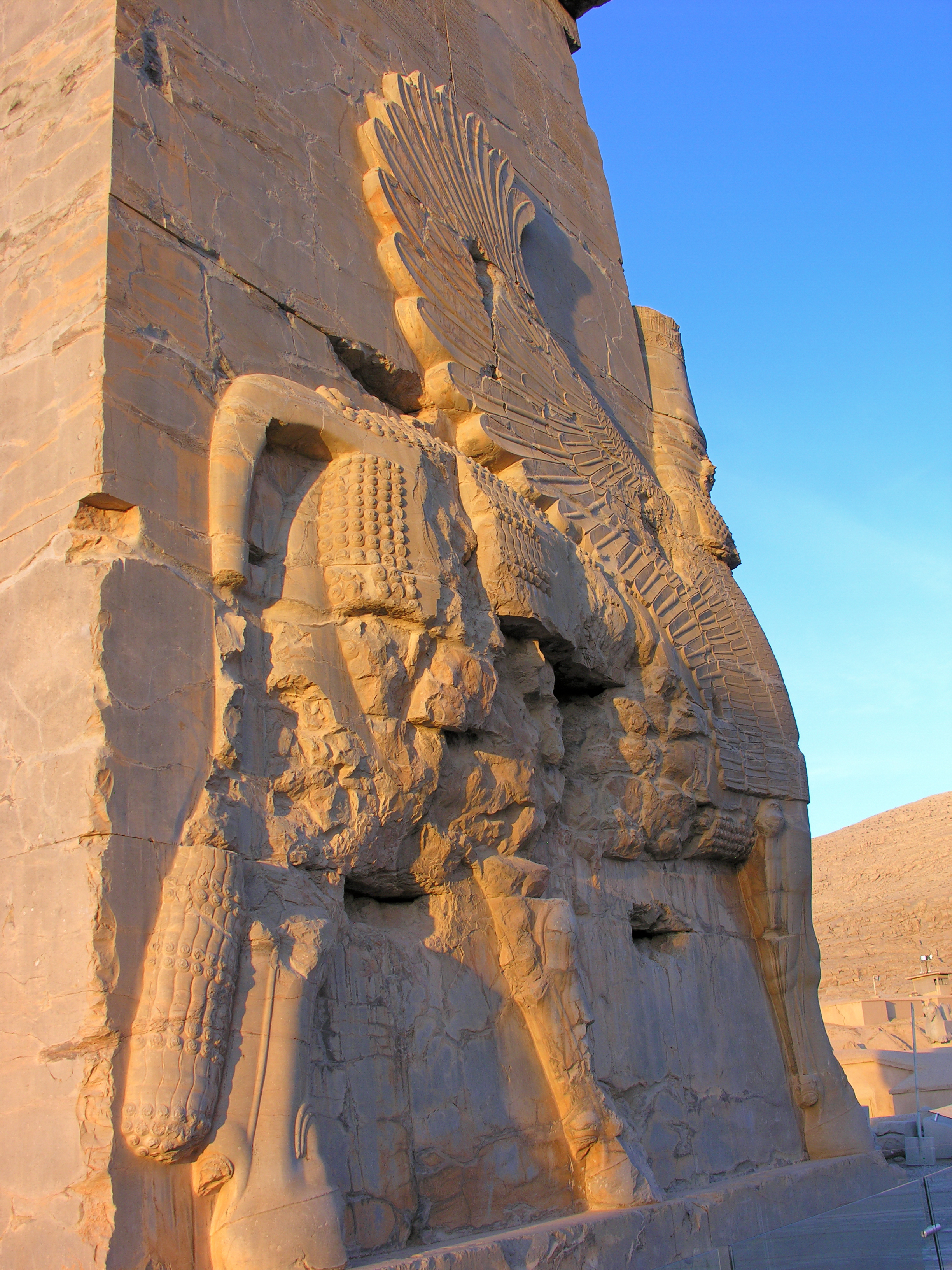
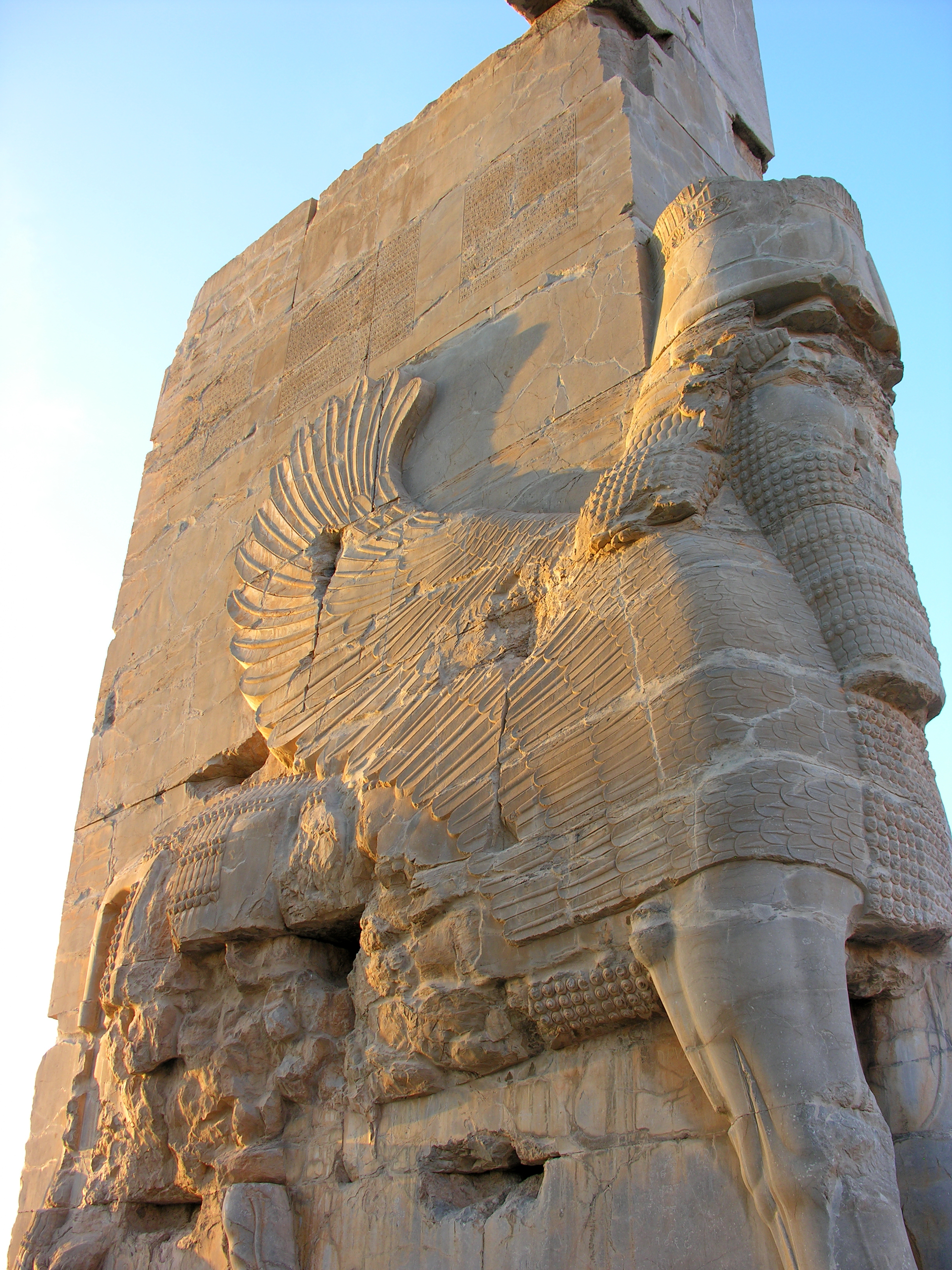
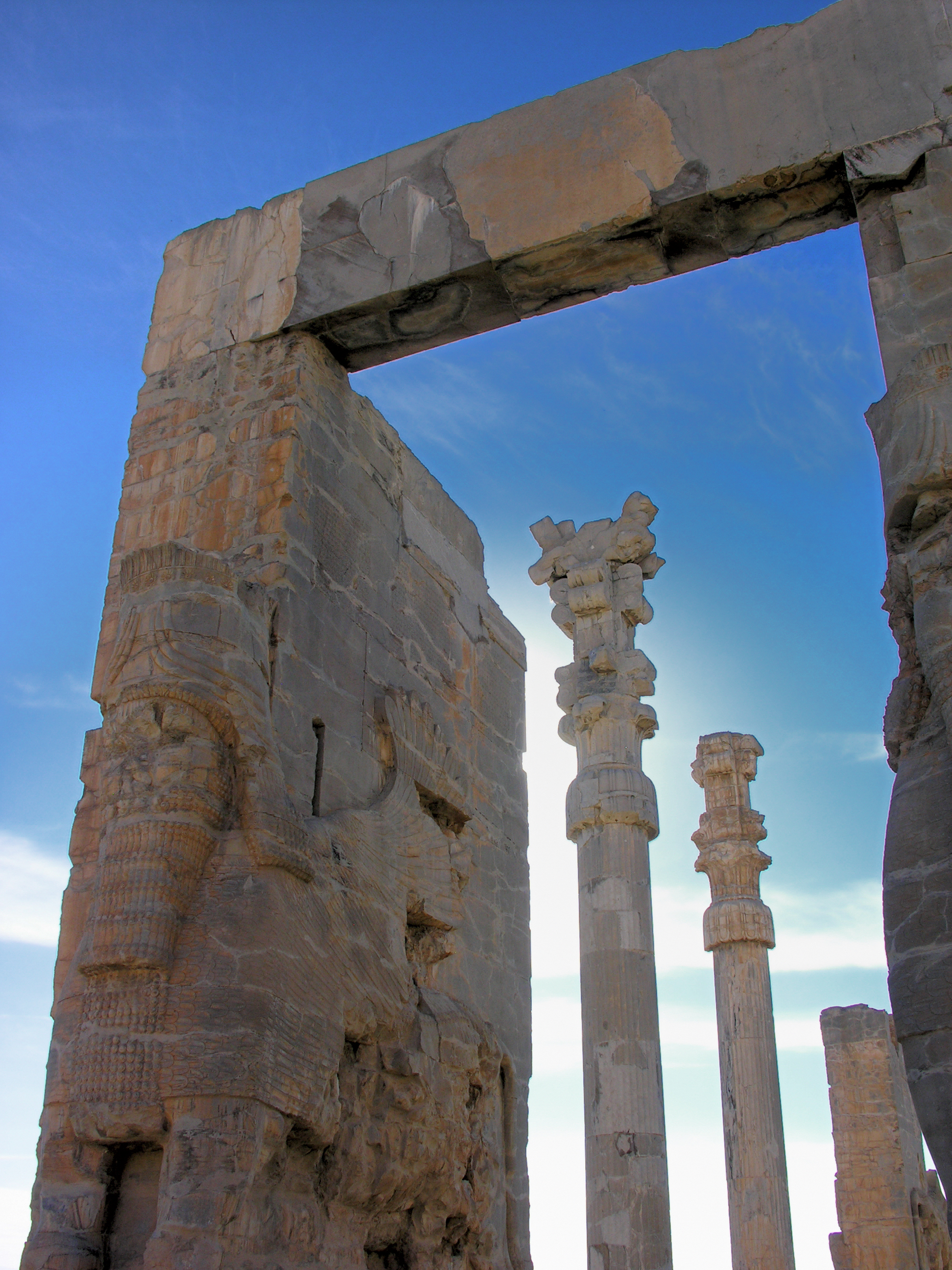
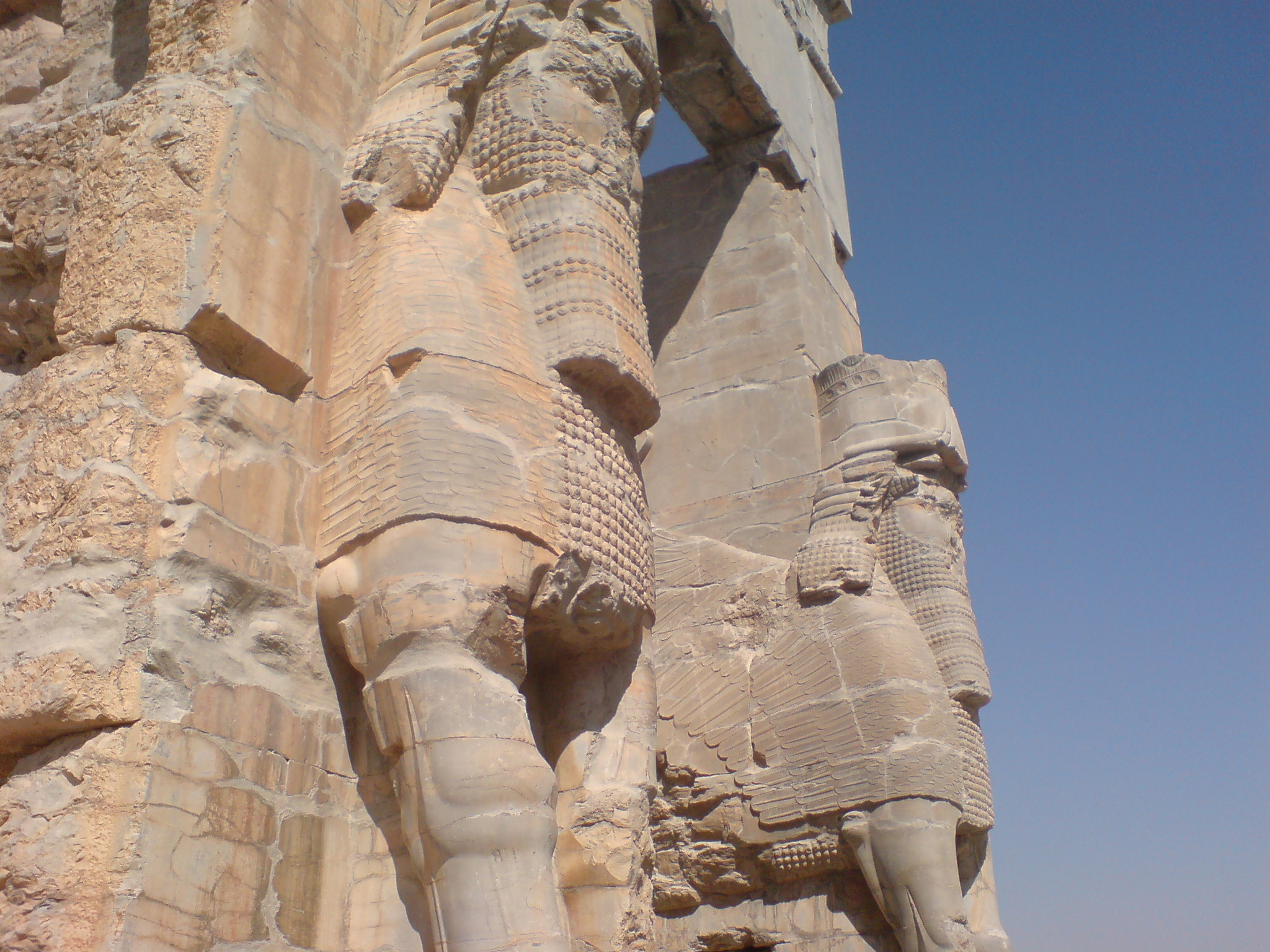

### تالار
با گذر از درگاه غربی، تالار یا اتاق بزرگی است که در میانه آن چهار ستون جای دارد. دور تا دور اتاق سکویی به پهنا و بلندای ۵۲ سانتی‌متر از سنگ سیاه رنگ خوش تراشیده، کار گذاشته‌اند که جایگاه نشستن میهمانان و بزرگ زادگانی بوده است که به این اتاق انتظار می‌آمده‌اند. در میانه سکوی شمالی، یک برجستگی میز مانند و پله دار دیده می‌شود که شاید سکو یا تختی برای یکی از پیشکاران شاه بوده است که می‌توانسته با ایستادن بر آن، از درون درگاه شرقی کاخ و درگاه شمال غربی تالار آپادانا، به درون تالار بنگرد و چشم به پیشکار کنار تخت پادشاه داشته باشد تا با نشانه او، گروهی را به پیشگاه بفرستد. همه درونی دیوارهای اتاق با کاشی‌های رنگین سبز، آبی نارنجی پوشیده شده بوده که گل‌های دوازده پر و رج‌هایی از درخت خرما و آراستگی‌های دیگر را نشان می‌داده‌اند. از این‌ها نمونه‌هایی به دست آمده که در انبار موزه تخت جمشید نگهداری می‌شود.

## سنگ نبشته‌ها

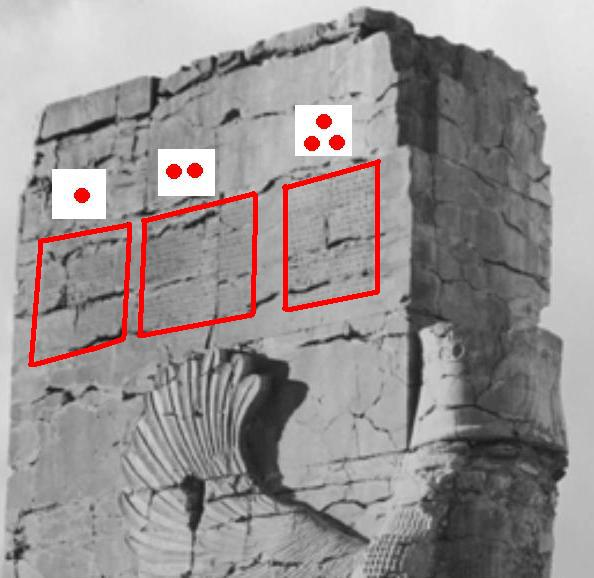
چیدمان یک سری از چهار سری سنگ‌نبشته کاخ دروازه ملل بر روی دیواره درگاه شرقی. ۱) متن بابلی ۲) متن پارسی ۳) متن ایلامی

در بالای هر یک از چهار جرز این دو درگاه (درگاه‌های شرقی و غربی)، به شکلی قرینه و به صورت لوح‌هایی چهارگوش، سنگ‌نبشته‌هایی از خشایارشا به سه خط میخی پارسی باستان، عیلامی و بابلی یا اکدی بر جای مانده است.
در این کتیبه‌ها به موضوعاتی اشاره شده است که در ترجمه آن‌ها آورده شده است. متنی که در میان است به فارسی باستان، متنی که رو به دشت است به خط میخی عیلامی و متن رو به تالار به خط میخی بابلی می‌باشد. مضمون تمام کتیبه‌ها یکسان است یعنی در واقع ۱۲ نسخه از یک متن نگاشته شده است.

خدای بزرگ اهورامزدا است، که این زمین را آفرید، که آسمان را آفرید، که مردم را آفرید، که خوشبختی را آفرید، که خشایارشا را شاه کرد، یکی را شاه بسیاری، یکی را سرور بسیاری، من [هستم] خشایارشا، شاه بزرگ، شاه شاهان، شاه کشورهایی که مردم گوناگون دارند، شاه این جهان فراخ و دور، پسر داریوش شاه، [از تخمهٔ] هخامنشی.
گوید خشایارشا شاه: این بارگاه همه ملل (دوِرثیم ویسَه دَهیوم) را من به توفیق اهورامزدا ساختم. بسا ساختمان‌های خوب دیگر در این پارسه (تخت جمشید) کرده آمد، که من برآوردم و پدرم بر پا کرد. هر آن بنایی که زیبا می‌نماید، همه را به تأیید اهورامزدا، ما ساختیم. گوید خشایارشا شاه: اهورامزدا مرا بپایاد؛ و کشورم را و هر چه بر دست من ساخته آمده و هر چه بر دست پدرم (داریوش) بر پا گشته، اینها را نیز اهورامزدا بپایاد.

## سنگ نبشته‌های گردشگران

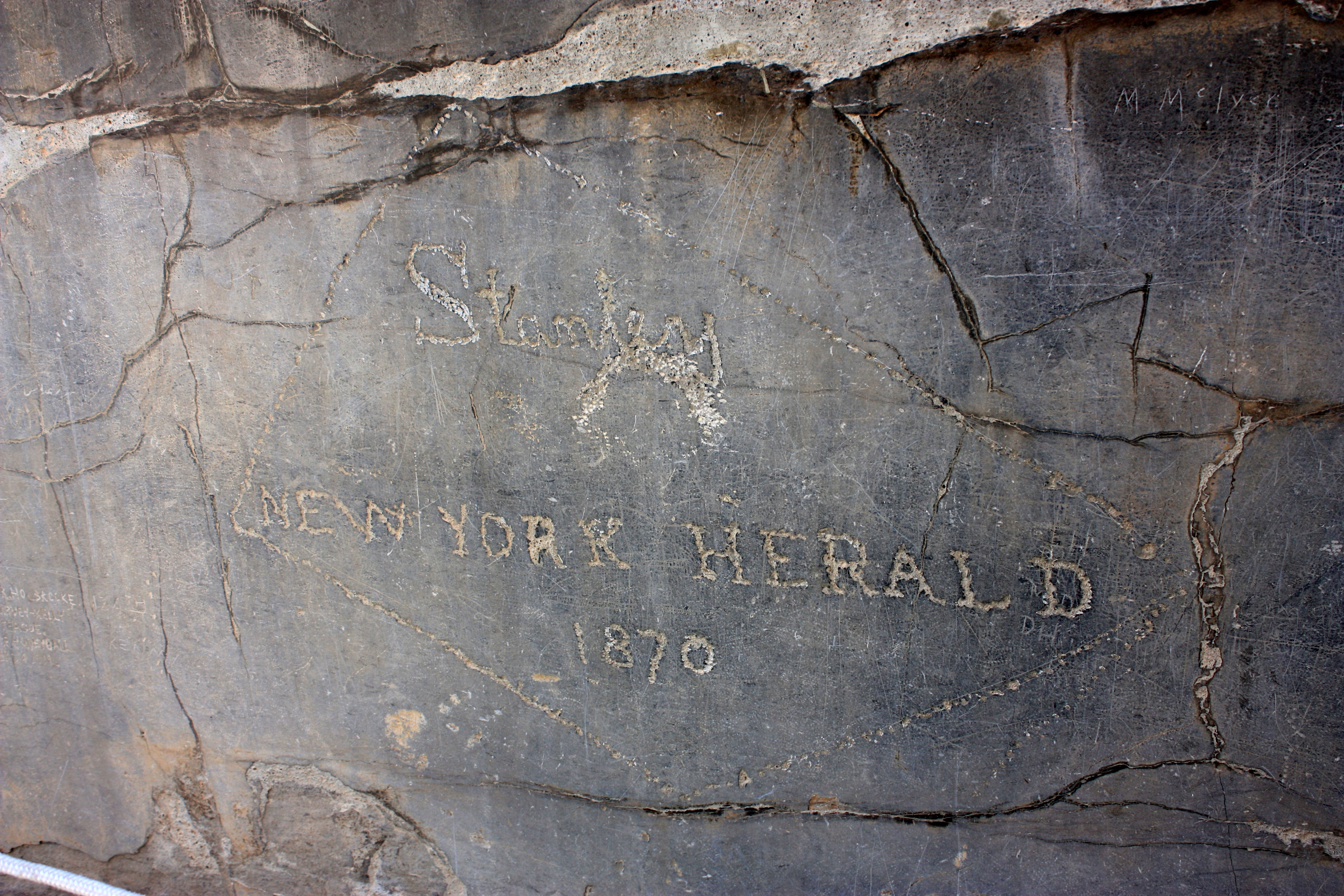
سنگ‌تراشی هنری مورتون استانلی که خود را نیویورک هرالد معرفی کرده است.

بر روی دیواره و حتی تنه تندیس‌های کاخ دروازه ملل، گروهی از بازدیدکنندگان نامدار و گمنام اسم و رسم خود و تاریخ دیدارشان از تخت جمشید را کنده‌اند. از میان این یادنوشت‌ها، مشهورتر از همه کارستن نیبور، کاپیتان جان مالکولم، سر هارفورد جونز بریجز، جیمز موریه، آرتور دو گوبینو، هنری مورتون استانلی (Henry Morton Stanley)، فلیکس ماری شارل تکسیه (Félix Marie Charles Texier) می‌باشند.

## جایگاه
کاخ دروازه ملل در همسایگی پلکان ورودی تخت جمشید واقع شده است، به‌طوریکه پس از عبور از این پلکان‌ها به این کاخ برمی‌خوریم. به عبارتی دیگر این کاخ در مشرق جلوخان پلکان ورودی به فاصله ۲۲ متری از لبه صفه تخت جمشید جای گرفته است.
در مجموع می‌توان گفت کاخ دروازه ملل در میان کاخ آپادانا، پلکان ورودی تخت جمشید، استحکامات شمالی تخت جمشید و خیابان سپاهیان بنا شده است. کاخ دروازه ملل در شمال کاخ آپادانا جای دارد.

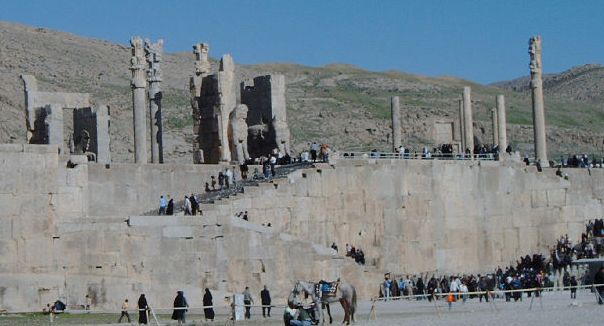
کاخ دروازه ملل (میانه نگاره)، ستون‌های کاخ آپادانا (سمت راست نگاره)، پلکان ورودی تخت جمشید (پایین نگاره).